# Al Rigga
Al Rigga o Al Rega, in arabo الرقة‎?, è un quartiere di Dubai.

## Geografia fisica
Al Rigga si trova nel settore orientale di Dubai nella zona di Deira, è un centro residenziale e commerciale.